# Zone of Avoidance
Zone of Avoidance oder kurz ZOA (auf Deutsch etwa „Zone der Vermeidung“) ist eine Zone am Himmel, wo Galaxien im Optischen Spektrum nur schwach oder gar nicht sichtbar sind. Diese Zone bildet sich um den galaktischen Äquator der Milchstraße. Obwohl die Zone of Avoidance über lange Zeit nur eine geringe Beachtung fand, stellt sie seit etwa den 1990er Jahren ein eigenes Forschungsgebiet in der Astronomie dar. So ist es für das Verständnis des lokalen Universums nötig zu wissen, welche Galaxien sich in der Umgebung unserer Milchstraße befinden. Die Ursache für die Zone of Avoidance begründet sich im Staub, der sich innerhalb der Milchstraße befindet.
Als erstes wurde von Richard Proctor 1878 auf eine „Zone of few Nebulae“ im General Catalogue of Nebulae hingewiesen. Als Nächstes machte Carl Charlier 1922 auf diese Zone aufmerksam, als er die Daten des New General Catalogue studierte. Harlow Shapley war 1961 der erste, der versuchte die Zone zu definieren. Shapley fand heraus, dass es im Lick Survey und Harvard Survey eine Zone mit weniger als 5 Galaxien pro Quadratgrad gibt, während anderswo 54 Galaxien pro Quadratgrad vorherrschen. In dieser Zeit etablierte sich auch der Begriff Zone of Avoidance, da Astronomen diese Zone vermieden (engl. avoid), weil es zu wenig Daten in diesem Bereich gab. In den 1980er Jahren entstand dann aus dem Uppsala General Catalog, dem ESO Uppsala Catalog und dem Morphological Catalog of Galaxies, mit einigen Anpassungen ein neuer himmelsumspannender Katalog.